# Buscemi
Pour les articles homonymes, voir Buscemi (homonymie).
Buscemi est une commune de la province de Syracuse dans la région Sicile en Italie.

## Administration
| Période                                  | Période  | Identité         | Étiquette    | Qualité |
| ---------------------------------------- | -------- | ---------------- | ------------ | ------- |
| 27 mai 2003                              | 2013     | Sebastiano Carbè | Centro       |         |
| 10 juin 2013                             | En cours | Nellino Carbè    | Lista civica |         |
| Les données manquantes sont à compléter. |          |                  |              |         |

### Communes limitrophes
Buccheri, Cassaro, Ferla, Giarratana, Modica, Palazzolo Acréide